# Дрејпер (Јута)
Дрејпер (енгл. Draper) град је у америчкој савезној држави Јута.

## Демографија
По попису из 2010. године број становника је 42.274, што је 17.054 (67,6%) становника више него 2000. године.
| Група             | 2000.          | 2010.          |
| Белци             | 22.429 (88,9%) | 36.482 (86,3%) |
| Афроамериканци    | 384 (1,5%)     | 594 (1,4%)     |
| Азијати           | 329 (1,3%)     | 1.061 (2,5%)   |
| Хиспаноамериканци | 1.469 (5,8%)   | 2.961 (7,0%)   |
| Укупно            | 25.220         | 42.274         |